# (6190) Rennes
Pour les articles homonymes, voir Rennes (homonymie).
(6190) Rennes (1989 TJ1) est un astéroïde de la ceinture principale découvert le 8 octobre 1989 par Masahiro Koishikawa à la station Ayashi de l'observatoire astronomique de Sendai.
Cet astéroïde tire son nom de Rennes, ville française jumelée depuis 1967 avec Sendai au Japon.